# Пшилускі (гміна Садковіце)
Пшилускі (пол. Przyłuski) — село в Польщі, у гміні Садковиці Равського повіту Лодзинського воєводства.
Населення — 108 осіб (2011).
У 1975-1998 роках село належало до Скерневицького воєводства.

## Демографія
Демографічна структура станом на 31 березня 2011 року:
|          | Загалом | Допрацездатний вік | Працездатний вік | Постпрацездатний вік |
| -------- | ------- | ------------------ | ---------------- | -------------------- |
| Чоловіки | 55      | 16                 | 33               | 6                    |
| Жінки    | 53      | 10                 | 27               | 16                   |
| Разом    | 108     | 26                 | 60               | 22                   |